# Polgár László (kézilabdázó)
Polgár László, becenevén Kajla (Győr, 1967. február 16. –) 58-szoros válogatott kézilabdázó, balátlövő.

## Élete
1983-ban a Rába ETO felnőttcsapatában kezdődött pályafutása. Csapata 1985-ben bronzérmes lett. 1985 végén megnyerte a csapat a Magyar Népköztársaság Kupát (MNK). A második trófeája volt ez a Rába ETO kézilabdacsapatának.
1985-1986-ban az IHF-kupa döntőjében a spanyol Technisan Alicante volt az ellenfél. A döntőt az ETO nyerte. Ez a győzelem volt az ETO első és mindmáig egyetlen nemzetközi kupagyőzelme. Valamint ez volt a magyar férfi kézilabda-történet második, csapatként megnyert európai kupagyőzelme. A bajnokság végére Polgár László István 114-szer volt eredményes.
Az MNK-mérkőzések 1987-ben megrendezett tornáját sorrendben harmadszor nyerték meg Szaló Tibor tanítványai.
Három alkalommal is bajnoki aranyat ünnepelhetett a magyar Nemzeti Bajnokság első osztályában. 1987-ben Szaló Tibor vezetésével, az 1988-89-es és az 1989-90-es bajnokságban pedig Vura József irányítása alatt szerzett a Rába ETO csapatával első helyezést a férfi kézilabda NB1-ben.
Polgár László nemcsak a magassága miatt (209 cm) emelkedett ki a mezőnyből, hanem sportpályafutása révén is, hiszen az ETO egyik legendás balátlövője volt.
Sikeres sportkarrierje után a civil életben saját vállalkozást üzemeltetett, majd alkalmazottként is dolgozott, de sporttól nem akart elszakadni, így 2008-tól a Győri ETO FC csapatának masszőre volt, majd 2015. novembertől fizioterápiás szakasszisztens a Nemzeti Kézilabda Akadémiánál, Balatonbogláron.